# Antonio Martín
Antonio Martín Velasco (24 de maio de 1970 — 11 de fevereiro de 1994) foi um ciclista de estrada espanhol, que era profissional entre 1992 até sua morte em 1994.